# Małgorzata Jantos
Małgorzata Krystyna Jantos, poprzednio Jantos-Birczyńska (ur. 3 kwietnia 1954) – polska działaczka samorządowa i społeczna, radna miasta Krakowa nieprzerwanie od 2002, w latach 2010–2014 wiceprzewodnicząca rady miasta, przedsiębiorca, założycielka w 1991 roku jednej z pierwszych szkół prywatnych powstałych w Polsce po transformacji ustrojowej; doktor filozofii, pracownik naukowy Uniwersytetu Jagiellońskiego.

## Życiorys
Ukończyła dwa fakultety: na Uniwersytecie Śląskim i na Uniwersytecie Jagiellońskim, gdzie w 1990 obroniła pracę doktorską poświęconą współczesnej filozofii niemieckiej pt. Dialog – antropologicznym centrum filozofii L. Feuerbacha i Bubera.
Podjęła pracę asystenta na trzecim roku studiów filozoficznych i od tego czasu nieprzerwanie prowadzi zajęcia ze studentami. W 1997 opublikowała monografię Filozofia dialogu: źródła, zasady, adaptacje. Jest autorką podręcznika do nauki antropologii filozoficznej i wielu publikacji. Uczestniczyła i organizowała wiele konferencji w Polsce i za granicą. Za rok akademicki 2012/2013 otrzymała od Rektora UJ wyróżnienie za wysoką jakość pracy dydaktycznej przyznawane na podstawie ocen studentów.
Była założycielką jednej z pierwszych polskich szkół prywatnych po 1989. Szkołę ukończyło ponad 9000 absolwentów. Firma uzyskała w 2001 tytuł „Przedsiębiorstwo Fair Play”. W tym samym roku otrzymała nagrodę i certyfikat Najwyższa Jakość Małopolska.
W 2001 była założycielką Platformy Obywatelskiej w Krakowie. W tym samym roku w wyborach parlamentarnych bez powodzenia ubiegała się z jej listy o mandat posła. W 2002, 2006, 2010 i 2014 również z listy PO uzyskiwała mandat radnej miasta Krakowa. Pod koniec grudnia 2015 wystąpiła z PO. 9 maja 2016 odeszła także z jej klubu radnych i przystąpiła do Nowoczesnej. W 2018 ponownie zdobyła mandat radnej, z listy Obywatelski Kraków (koalicji klubu Przyjazny Kraków Jacka Majchrowskiego i Koalicji Obywatelskiej). 5 lutego 2024 wystąpiła z Nowoczesnej, popierając w kolejnych wyborach na prezydenta miasta Łukasza Gibałę. Pozostała jednocześnie w klubie radnych Nowoczesny Kraków.
Angażuje się w inicjatywy społeczne. Była główną organizatorką dwóch edycji Małopolskiego Kongresu Kobiet (2015, 2016) w których wzięło udział ponad 3000 słuchaczek. Wspiera rozwój krakowskiego jazzu. Jest przewodniczącą Rady Fundacji im. Zbigniewa Seiferta. Współpracuje z młodymi artystami i przedsiębiorcami.
Została odznaczona Medalem Komisji Edukacji Narodowej (2000) oraz Srebrnym (2000) i Złotym (2013) Krzyżem Zasługi.